# Dimiat
Die Weißweinsorte Dimiat (auch Zoumiatico) stammt wahrscheinlich aus dem griechisch-bulgarisch-jugoslawischen Grenzgebiet. Eine andere These behauptet, sie stamme aus dem Gebiet um Damiette (Dimyat im arabischen) im Nildelta. Aus den Trauben der Sorte Dimiat werden einfache, leicht duftige Weißweine gekeltert, die jung getrunken werden sollten. Sie wird aufgrund der robusten Beerenschale auch als Tafeltraube verwendet, da sie leicht transportierbar ist. Im Jahr 2005 nahm die Rebsorte in Bulgarien eine Rebfläche von 9600 Hektar ein.
Aus Dimiat x Gewürztraminer wurde von K. Ploev am Institut de Viticulture et d'Oenologie von Plewen die Neuzüchtung Misket Varnenski gekreuzt. Der Züchter gab irrtümlich Riesling als Kreuzungspartner an.

## Ampelographische Sortenmerkmale
In der Ampelographie wird der Habitus folgendermaßen beschrieben:
- Die Triebspitze ist offen. Sie ist weiß-wollig behaart und leicht karminfarben (Anthocyanflecken). Die gelblichen Jungblätter sind noch leicht wollig behaart und bronzefarben gefleckt.
- Die mittelgroßen bis großen Blätter (siehe auch den Artikel Blattform) sind fünflappig und mitteltief gebuchtet. Die Stielbucht ist schmal offen. Das Blatt ist stumpf gezahnt. Die Zähne haben im Vergleich der Rebsorten einen mittelweiten Abstand. Die Blattoberfläche (auch Blattspreite genannt) ist blasig derb.
- Die kegel- bis walzenförmige Traube ist mittelgroß bis groß, geschultert und lockerbeerig. Die rundlichen oder leicht ovalen Beeren sind ebenfalls mittelgroß bis groß und von grüngelblicher Farbe, die bei Vollreife zum bernsteinfarbenen tendiert. Die sehr saftigen Beeren haben einen angenehmen Geschmack.

Die wuchsstarke und ertragsreiche Sorte Dimiat reift ca. 30 bis 35 Tage nach dem Gutedel und zählt damit zu den spät reifenden Rebsorten. Im Norden Griechenlands kann die Sorte meist in der ersten Hälfte des Septembers geerntet werden.

## Synonyme
Die Rebsorte Dimiat ist auch unter den Namen Ahorntraube, Ahorntraube Weiß, Beglerdia, Beglezsia, Bekaszaju, Bekaszölö, Belezsi, Belina, Belina krupna, Belogollandskii, Belogollanskii, Bemena, Bois Jaune, Damiat, Damjat, Damjat bial, Debela lipovina, Dertonia, Dertonija, Dertonilia, Dimiat, Dimiate, Dimjat, Drobna Lipovscina, Fehér Szemendriai, Galan, Grobweißer, Koplik, Krupna belina, Laschka, Laska belina, Mana Kuki, Misket de Silven, Misket Slivenski, Nagyvögü, Pamid (jedoch nicht mit der roten Sorte Pamid zu verwechseln), Pamit, Parmac, Plovdina, Plovdina esküska, Plovdina eskulska, Saricibuk, Plovdiska, Podbelec, Podbeuz, Radoviska plovdina, Roscara, Rosiora, Saratchobok, Saridzibuk, Semendra, Semendria, Semendru, Senederevka, Smederevka, Smederevka bianca, Smederevka bijela, Smederevka white, Szemendriai féher, Szemendriai Zöld, Szemendrianer, Tök szöllö, Töksölö, Tökszölö, Töröklugas, Wippacher, Wippacher ahornblättrig, Yapalaki, Zarja, Zmedervka, Zoumiatico, Zoumiatis, Zumjat, Zumjatiko und Zumyat bekannt.